# Hol az igazság? (film, 1990)
A Hol az igazság? (eredeti címe: Q & A) 1990-es amerikai bűnügyi filmdráma, amelyet Sidney Lumet írt és rendezett. A forgatókönyvet Edwin Torres New York-i legfelsőbb bíró azonos című regénye alapján készítették. A főbb szerepekben Nick Nolte, Timothy Hutton és Armand Assante. 1990. április 27-én mutatták be az Egyesült Államokban. Magyarországon az HBO adta le 1994. június 11-én. A produkciót egy Golden Globe-díjra jelölték a 48. Golden Globe-gálán Assante alakításával.

## Cselekmény
A korrupt New York-i rendőr, Mike Brennan hírhedt a spanyol Harlemben erőszakos módszereiről, amelyeket felettesei mégis eltűrnek. Még akkor is, amikor Brennan brutálisan meggyilkol egy drogdílert, és a gyilkosságot önvédelemnek állítja be. A férfit mind a rendőrségi vezetés és Kevin Quinn kerületi ügyész támogatja. A protokoll szerint azonban nyomozást kell indítani, de Quinn azt akarja, hogy az eredménytelen maradjon. A fiatal és tapasztalatlan ügyész, Al Reilly azonban, akit Quinn a nyomozás vezetésével bíz meg, kellemetlen, erkölcsileg tisztességes nyomozónak bizonyul, aki becsületesen igyekszik megoldani az ügyet.
Amikor fontos szemtanúkat ölnek meg, és bizonyítékok tűnnek el, Reilly rájön, hogy Brennannak magas rangú támogatói vannak. Reilly segítséget kap a drogdíler Bobby Texadortól, az egyetlen életben maradt szemtanútól. Texador Reilly volt barátnőjének, Nancynek a férje. Nancy, akinek apja afroamerikai, egykor azért hagyta el Reillyt, mert rasszizmussal vádolta. Bobby Texador segítségével Reilly olyan összeesküvést fedez fel, amely messze túlmutat Mike Brennan személyén. Végül elfogatóparancsot szerez Brennan letartóztatására, de Texadort megölik. Brennant a leszámolás során lelővik. Nem sokkal előtte azt mondja Reillynek, hogy Reilly apja az egyik legkorruptabb rendőr, akivel valaha találkozott. A tapasztalt rendőr, Bloomenfeld azt tanácsolja Reillynek, hogy tartsa titokban az ügyet, különben ugorhat az édesanyja özvegyi járadéka. Reilly dühösen benyújtja lemondását, és visszatér Nancyhez abban a reményben, hogy feleségül veheti. Nancy azonban továbbra is Texadort gyászolja.

## Szereplők
| Szerep             | Színész               | Magyar hang          |
| ------------------ | --------------------- | -------------------- |
| Mike Brennan       | Nick Nolte            | Vajda László         |
| Al Reilly          | Timothy Hutton        | Reisenbüchler Sándor |
| Bobby Texador      | Armand Assante        | Rosta Sándor         |
| Kevin Quinn        | Patrick O’Neal        | Szokolay Ottó        |
| Leo Bloomenfeld    | Lee Richardson        | n.a                  |
| Luis Valentin      | Luis Guzmán           | Balázsi Gyula        |
| Sam Chapman        | Charles S. Dutton     | Papp János           |
| Nancy Bosch        | Jenny Lumet           | Györgyi Anna         |
| Roger Montalvo     | Paul Calderon         | Pathó István         |
| Jose Malpica       | International Chrysis | n.a                  |
| Larry Pesch        | Dominic Chianese      | Szilágyi István      |
| Nick Petrone       | Leonardo Cimino       | n.a                  |
| Preston Pearlstein | Fyvush Finkel         | Horkai János         |
| Alfonse Segal      | Gustavo Brens         |                      |
| Armand Segal       | Martin E. Brens       |                      |
| Zucker nyomozó     | Maurice Schell        |                      |
| Lubin              | Thomas Mikal Ford     |                      |
| Hank Mastroangelo  | John Capodice         |                      |

## Fogadtatás

### Kritikai visszhang
A film általában pozitív reakciókat váltott ki. A Rotten Tomatoeson 88%-os minősítést ért el 24 értékelés alapján. Az Entertainment Weekly azt írta: „A Hol az igazság? az egyik legjobb mainstream rendezőnk nagyszabású filmje. Egyszerre a modern kori korrupció portréja és történetmesélői bravúr, nem szabad kihagyni.” Vincent Canby a New York Timestól azt írta: „A Hol az igazság? leginkább az alakításai miatt emlékezetes, kezdve Nolte úréval.” Hal Hinson a Washington Posttól azt írta: „Sajnos Lumet nem az a bátor társadalmi kommentátor, aki szeretne lenni - ő egy Jimmy Breslin-utánzat.”
A Metacritic 66 pontot adott 29 vélemény alapján. Roger Ebert szerint: „Lenyűgöző, ahogyan ez a film egyfelől rendőrségi thrillerként működik, másfelől pedig olyan érzéseket boncolgat, amelyeket még önmagunk előtt is titokban tartunk.” Sheila Benson a Los Angeles Timestól azt írta: „Ez Nolte legmerészebb, legmegbabonázóbb alakítása; mélyrehatóan finomsággal játssza ezt az ír-amerikai szörnyeteget, aki azt hiszi magáról, hogy a „mi a többiek ellen” frontvonalában áll.” Pauline Kael a New Yorkertől azt írta: „Lumet egyedül írta a forgatókönyvet, és annyira lefoglalja a fanyar, tréfás hangulat, hogy túl sokáig vár a cselekményre; a film fárasztóvá válik.”

### Bevétel adatai
A Box Office Mojo szerint a film 11 millió dolláros bevételt ért el, a költségvetésről nincs adat.

## Fontosabb díjak és jelölések
- 48. Golden Globe-gála: Legjobb férfi mellékszereplő – Armand Assante (jelölés)